# Благородният осмичен път
Благородният осмократен път (пали: арийо атангико магго, санскрит: аряташтанамарга ) е един от основните принципи в учението на Буда, който го описва като път, водещ до прекратяване на страданието (дукха) и до постигането на просветление (нирвана). Благородният осмократен път изкоренява алчността, омразата и заблудата, а също така води до прозрение за истинската същност на явленията (реалността). За благородния осмократен път се отнася четвъртата от четирите благородни истини на Буда. Първият елемент от благородния осмократния път е, от своя страна, разбирането на четирите благородни истини. Той е известен също като средния път.
Всичките осем елемента на пътя започват с думата „правилен“, което превежда думата samyañc (на санскрит) или самма (на пали). Това означава завършеност, сплотеност и съгласуваност и може също да подсказва за усещанията за съвършеното, идеалното. „Самма“ се превежда като „пълноценен“, „мъдър“ и „способен“.
В будисткия символизъм благородният осмократен път често се представя с помощта на колелото дхармачакра, чиито осем спици представляват осемте елемента на пътя.

## Произход
Според беседите намерени както в Пали канона на школата Тхеравада, така и в някои от агамите на Китайския будистки канон, благородният осмократен път е преоткрит от Гаутама Буда по време на неговото търсене на просветление. Текстовете описват древен път, който е следван и практикуван от всички предходни буди. Благородният осмократен път довежда практикуващия до освобождение и просветление. Буда преподава на учениците си пътя, така че те също да могат да го следват.

По същия начин аз видях древна пътека, древен път, изминат от правилно самопробудили се същества от миналите времена. И каква е тази древна пътека, този древен път, извървян от правилно себе-пробудилите същества от миналите времена? Това е благородният осмократен път: правилна гледна точка, правилен стремеж, правилно говорене, правилно действие, правилен начин на живот, правилно усилие, правилно мислене, правилна концентрация... Аз следвах този път. Следвайки го, аз получих директното знание за старостта и смъртта, директното знание за възникването на старостта и смъртта, директното знание за прекратяването на старостта и смъртта, директното знание пътя, който води до прекратяване на старостта и смъртта... Знаейки пътя директно, аз го разкривам на вас монаси, монахини, мъже и жени последователи...
—Нагара сута 
Начинът на преподаване и практикуване на благородният осмократен път варира в различните будистки школи. В зависимост от школата може да се постави ударение на една или друга негова страна, а също така методите могат да се променят. Всяка будистка традиция следва пътя по начин, който е най-резултатен за развитието на нейните последователи.
Освен това някои източници дават алтернативни определения за благородният осмократен път. Екотара Агама съдържа вариант на учението на основните доктрини като благородният осмократен път, които са различни от намерените в Пали канона.

## Степени на пътя
Благородният осмократен път се състои от следните фази, разделени в три групи:
| Група                                     | Елементи на благородния осмократен път | Придобити елементи                  |
| ----------------------------------------- | -------------------------------------- | ----------------------------------- |
| Мъдрост (санскрит: праджна, пали: панна)  | 1. Правилна гледна точка               | 9. Правилно върховно знание         |
| Мъдрост (санскрит: праджна, пали: панна)  | 2. Правилен стремеж                    | 10. Правилно върховно освобождаване |
| Нравственост (санскрит: сила, пали: сила) | 3. Правилно говорене                   |                                     |
| Нравственост (санскрит: сила, пали: сила) | 4. Правилно действие                   |                                     |
| Нравственост (санскрит: сила, пали: сила) | 5. Правилен начин на живот             |                                     |
| Концентрация (санскрит и пали: самади)    | 6. Правилно усилие                     |                                     |
| Концентрация (санскрит и пали: самади)    | 7. Правилно мислене                    |                                     |
| Концентрация (санскрит и пали: самади)    | 8. Правилна концентрация               |                                     |

Това представяне се нарича трите висши обучения в школите на махаяна: по-висока морална дисциплина, по-висока концентрация и по-висока мъдрост. „Висше“ тук се отнася до факта, че тези учения и съответно практики, водещи до освобождение и просветление са свързани с мотивацията бодхичита или решението за достигане на просветление за доброто на всички същества.

## Практика
Според учения и монах (бхикшу) Уалпопа Рахула, поделенията на благородния осмократен път  „са, за да бъдат развити повече или по-малко едновременно, доколкото е възможно, в съответствие с капацитета на всеки индивид. Те всички са свързани помежду си и всеки помага на развитието на другите.“ Бхикшу Бодхи обяснява, че „с определена степен на напредък всичките осем фактора могат да присъстват едновременно, като всеки подкрепя останалите. Въпреки това до достигането на този момент, известна последователност в разгръщането на пътя е неизбежна.“
Според проповеди в Пали канона и Китайския будистки канон правилната гледна точка, правилният стремеж, правилното говорене, правилното действие, правилният начин на живот, правилното усилие, както и правилното мислене се използват като опора и нужни условия за практикуването на правилната концентрация. Разбирането на правилната гледна точка има подготвителна роля и е предшественик на целия благороден осмократен път.  Практикуващият първо трябва да се опита да разбере понятието за правилната гледна точка. Веднъж щом е била разбрана правилната гледна точка, това ще вдъхнови и насърчи възникването на правилния стремеж у практикуващия. Правилният стремеж ще доведе до възникването на правилното говорене. Правилното говорене ще доведе до възникването на правилното действие. Правилното действие ще доведе до възникването на правилния начин на живот. Правилният начин на живот ще доведе до възникването на правилното усилие. Правилното усилие ще доведе до възникването на правилното мислене.  Практикуващият трябва да направи правилното усилие, за да се откаже от погрешната гледна точка и да навлезе в правилната гледна точка. Правилният стремеж се използва постоянно, за да остане в правилната гледна точка.  Това ще помогне на практикуващия да се въздържа от трите отрови на ума: алчност, омраза и заблуда.
След като тази опора и необходими условия са установени, практикуващият може да упражнява правилната концентрация по-лесно. По време на практиката на правилната концентрация, практикуващият ще трябва да използва правилното усилие, за да подпомогне практиката на концентрация. В състояние на концентрация практикуващият ще трябва да изследва и да провери своето разбиране за правилната гледна точка. Това ще доведе до възникване на правилното знание, което ще елиминира алчност, омраза и заблуда. Последният и финален фактор, който възниква, е правилното освобождение.

## Мъдрост
„Мъдрост“ (праджня/ пання), понякога се превежда като „разпознаване“ заради нейната подготвителна роля, осигурява способност за ориентиране със своето идейно разбиране на действителността. Тя е предназначена да събуди способността за дълбоко разбиране, за да се виждат нещата такива, каквито са всъщност. На по-късен етап, когато умът е пречистен чрез обучение в морална дисциплина и концентрация и чрез постепенното възникване на правилно знание, то ще се достигне до правилна върховна гледна точка и правилен стремеж.

### Правилна гледна точка
Правилна гледна точка (самяг дирсти / самма-дитхи) може да се преведе като „правилна перспектива“, „правилен възглед“ или „правилно разбиране“. Това е правилният начин на възприемане на живота, природата и света, каквито са в действителност. Тя представлява това да разберем как работи реалността. Тя действа като мотив за някой, който започва да практикува пътя. Тя обяснява причините за човешкото съществуване, страдание, болест, старост, смърт, съществуването на алчност, омраза и заблуда. Тя дава посоката и ефикасността на останалите седем елементи на пътя. Правилната гледна точка започва с концепции и теоретични познания, но чрез практикуването на правилната концентрация тя постепенно се преобразува в мъдрост, която е в състояние да премахне оковите на ума. Разбирането на правилната гледна точка ще вдъхнови човека да води добродетелен живот в съответствие с правилната гледна точка. В палийските и китайските канони тя обяснена така:

И какво е правилната гледна точка? Знание за страданието, за възникването на страданието, знание за прекратяването на страданието, за начина, който води на практика до прекратяване на страданието: това се нарича правилна гледна точка.

Има два вида правилна гледна точка:
1. Опетнен възглед: Тази гледна точка е земна. Този тип гледна точка ще донесе заслуги и ще подкрепи благоприятното съществуване на съзнателното същество в царството на самсара.
2. Неопетнен възглед: този възглед е върховен фактор от пътя и ще донесе на носителя си пробуждане и освобождение от сферата на самсара.

Правилната гледна точка има много страни. Нейната проста форма е подходяща за светските хора, а другата ѝ форма, която изисква по-задълбочено изучаване е подходяща за монаси. Обикновено тя включва разбирането на следната реалност:
1. Моралния закон на карма: Всяко действие (извършено чрез тялото, речта и ума) ще има кармични резултати (известни като реакция). Благорозамуните и неблагоразумни действия ще дадат резултати и ефекти, които съответстват на природата на това действие. Това е правилната гледна точка за моралния процес в света.
2. Трите характеристики: всичко, което възниква ще престане (непостоянство). Умствените и телесни явления са непостоянни и поради това са източник на страдание.
3. Страдание: раждане, старост, болест, смърт, тъга, плач, болка, мъка и отчаянието са страдание. Невъзможността да се получи това, което човек иска, също е страдание. Възникването на жаждата е непосредствена причина за възникването на страданието, а прекратяване на жаждата е непосредствена причина за прекратяване на страданието. Невежеството е основната причина за възникването на страданието, а премахването на това качество е основната причина за прекратяването на страданието. [24] Пътят, който води до прекратяване на страданието е благородният осмократен път. Този вид правилна гледна точка е обяснен по отношение на четирите благородни истини.

Правилната гледна точка за учениците монаси е обяснена подробно в Саммадитхи сута („Разказ за правилната гледна точка“), в която благородният Шарипутра преподава за благоразумното и неблагоразумното, четирите храни, дванадесетте нидан или трите петна. „Неправилната гледна точка“ произтича от невежеството (авидя) и е предпоставка за неправилно стремеж, неправилно говорене, неправилно действие, неправилен начин на живот, неправилно усилие, неправилно мислене и неправилна концентрация.  Практикуващият трябва да използва правилното усилие, за да се откаже от неправилната гледна точка и за да влезе в правилната гледна точка. Правилното мислене се използва постоянно, за да навлезе в правилната гледна точка.
Целта на правилната гледна точка е да разчисти пътя на човека от множеството обърквания, неправилни разбирания и неясно мислене. Тя е средство за получаване на правилното разбиране на действителността. Правилната гледна точка трябва да се ръководи с гъвкав, отворен ум, без вкопчване в тази гледна точка като в догма.  По този начин правилната гледна точка се превръща в път към освобождаването от препятствия.

#### Правилен стремеж
Правилният стремеж (самяк-самкалпа/самма санкапа), известен и като „правилна мисъл“, „правилно решение“ или „проявяване на нашата собствена воля към промяна“. В този елемент практикуващите трябва постоянно да се стремят да се освобождават от черти и тенденции, за които знаят, че са погрешни и неморални. В Китайския канон и Пали канона той е разяснен по следния начин:

И кое е правилният стремеж? Да се стремиш към себеотрицанието, към свободата от зла воля, към безвредност: това се нарича правилнеи стремеж.

Правилният стремеж означава отказ от светските неща и хармонично могъща отдаденост към духовния път; добра воля и ангажимент за ненасилие, или отказ от причиняване на страдание на останалите чувстващи същества.
Начални стихове на Дхамапада:
водена от ума,

правена от ума.

Говори и действай с грешна мисъл,

и това което идва е страдание

както колелото на каруцата следва копитото на вола.

Всяка опитност е предшествана от ума,

водена от ума,

правена от ума.

Говори и действай със спокоен ум,

и идва щастието